# Miranda Hobbes
Miranda Hobbes (ur. 1966) – postać fikcyjna, jedna z głównych w serialu komediowego HBO Seks w wielkim mieście grana przez aktorkę Cynthię Nixon. Jest jedną z postaci wykreowanych przez Candace Bushnell, która opublikowała książkę Seks w wielkim mieście na podstawie własnej kolumny w New York Observer.

## Charakterystyka
Ja umawiałam się z niskimi, grubymi i biednymi. Są tak samo zapatrzeni w siebie jak najwięksi przystojniacy.

Faceci w tym mieście zawodzą w każdej sytuacji. Nie chcą się wiązać, ale kiedy tobie chodzi tylko o seks, wściekają się.

Skipper nie spodoba się Mirandzie. Stwierdzi, że jest dupkiem. Dla niej wszyscy faceci to dupki.

Nie mogę. Nie mogę tego zrobić. Właśnie, że się stało. Rozlałam sos marinara. Byłeś to u to widziałeś, że trzęsą mi się ręce, ok? Kocham cię, ale zawsze mieszkałam sama. Jestem uparta, lubię trzymać pilota, nie gotuje, bywa, że piorę raz na dwa tygodnie, bałaganie. Boję się, że zobaczysz to wszystko. Nie wiem czy się zmienię, ale nie chcę Cię stracić. (...) Płacze. Chyba jestem kobietą.

Raczej ckliwe. Dla mnie to popelina. Dlatego oświadczyłam się [SPOILER] przy piwie. (...) Ok, przestańcie. Nie jestem zaręczona. Nie planuje wielkiego wesela, białej sukni ani druhen. Nienawidzę tego gówna. [Samantha: kiedy?] Jak tylko znajdę ciekawe miejsce. Marzy mi się skromna ceremonia.. Chce być ze [SPOILER]. Macie nie beczeć. To koniec, przerażacie mnie. Samantho, rozczarowałaś mnie.

## Historia postaci

### Przeszłość
Miranda urodziła się w Filadelfii w 1966 roku. Ma dwie siostry, Betsy (Becky Ann Baker) i Katherine. W 1989 roku poznała Carrie i Charlotte oraz Samanthę. Skończyła Harvard w 1990 roku uzyskując wysokie oceny, chociażby ze „spraw spornych”. Od zawsze mieszkała sama, w wielu obskurnych miejscach. Jak sama twierdzi, „macierzyństwo odebrało jej siostry” które wyszły za mąż: Betsy za Davida a Katherine za Johna. Miranda jest ciotką dla przynajmniej jednej siostrzenicy.

### Serial
Miranda Hobbes jest zadziorną, rudowłosą prawniczką, myślącą o karierze oraz niezwykle cynicznym spojrzeniu na związki i mężczyzn. Jest powierniczką i głosem rozsądku Carrie Bradshaw. We wczesnych sezonach jest przedstawiana jako nieufna i urażona mężczyznami, ale ten obraz łagodzi się z biegiem lat, szczególnie po zajściu w ciążę ze swoim chłopakiem, Steve’em Brady'm, z którym w końcu wychodzi za mąż. Narodziny jej syna, Brady’ego Hobbesa, rodzą nowe problemy dla jej osobowości pracoholika, ale w końcu znajduje sposób, aby zrównoważyć karierę, bycie singlem i macierzyństwo. Z czterech kobiet jako pierwsza kupiła mieszkanie (wyznacznik jej sukcesu), z którego zrezygnowała, wprowadzając się w ostatnim sezonie do kamienicy na Brooklynie, aby zrobić miejsce dla powiększającej się rodziny.
Styl i garderoba
Warto też zauważyć, że jej garderoba i fryzura odzwierciedlały jej charakter. W pierwszych trzech sezonach był ostrzyżona na krótko a ubierał się w ogrodniczki, kurtki i spodnie, na tak zwaną „chłopczycę”. Dopiero od czwartego sezonu widać wyraźnie zmianę. Jej fryzura i włosy − już nieco dłuższe, w porównaniu z wcześniejszymi − są wystylizowane w różne damskie fryzury. Noszona garderoba obfituje w dopasowane sukienki kończące się w okolicach kolan, damskie płaszcze oraz dopasowane  do tego − co jest nowością − torebki.
Jest to też widoczne w sposobie mówienia postaci. We wcześniejszych sezonach słychać wyraźnie ton pełen pretensji, agresywny i apodyktyczny oraz feministyczny. Dopiero później przekaz postaci staje się nieco łagodniejszy, z coraz częstszą nutą flirtu, niewinności i gier związanych z podrywem.

### Seks w wielkim mieście (film)
41-letnia Miranda poszukiwała równowagi między domem, pracą a życiem towarzyskim. Jej małżeństwo nie układało się najlepiej, życie erotyczne również. Zwierzyła się w końcu dziewczynom, że od pół roku nie sypiała ze Steve’em. Rozmowa jednak nie dała jej wsparcia, ponieważ reszta z nich kochała się częściej niż ona. Steve wyznał w końcu żonie, że ją zdradził. W wieczór próbnego wesela Miranda, wciąż wściekła, powiedziała do Biga, że oboje z Carrie zwariowali biorąc ślub, ponieważ małżeństwa wszystko przekreślają. Po powrocie z Meksyku, wyprowadziła z mieszkania, w którym mieszkała ze Steve’em. Mimo to, dawała sygnały, że tęskni za mężem, ale gdy dziewczyny mówiły jej by wybaczyła, zasłaniała się postępowaniem Biga. Sylwester spędziła z Carrie a w walentynki przyznała się do tego co powiedziała Bigowi. Carrie odparła, że jej koleżanka zrobiła błąd odrzucając Steve’a oraz że wybaczy jej, gdy sama wybaczy małżonkowi. Miranda i Steve udali się do terapeuty. Ten powiedział im, by spisali plusy oraz minusy wspólnego życia, oraz jeśli wciąż chcą być razem mają wybrać się na most Brookliński i spotkać się w połowie drogi. Mimo iż Miranda miała świadomość, że lista męża może zawierać więcej argumentów "przeciw" udała się na umówione miejsce. Okazało się, że Steve również przyszedł. Małżeństwo razem wróciło do domu i pogodziło się upojnym seksem w mieszkaniu na Brooklynie.

### Seks w wielkim mieście 2
Mirandę dopadł pracoholizm, z powodu nacisków ze strony szefa. Jej małżonek, Steve, nakłaniał ją, by rzuciła pracę w kancelarii prawniczej. W końcu zastosowała się do jego rady. Zawsze mogła znaleźć lepszy etat, skoro była prawniczką. Udała się z Samanthą, na prośbę szejka Khalida (Art Malik), do Zjednoczonych Emiratach Arabskich, do jego hotelu w Abu Zabi by zrobić mu reklamę. Gdy ta dopuściła się obyczajowego skandalu, wzięła przyjaciółkę w obronę, lecz poległa wobec surowego prawa arabskiego. Zdołały wrócić do Stanów, gdzie Miranda zmieniła pracę z której mogła być wreszcie bardzo zadowolona i nareszcie doceniana.

### Pamiętniki Carrie
Miranda została by wprowadzona w trzecim sezonie serialu o młodości Carrie (AnnaSophia Robb) jako współlokatorka postaci Jill „The Mouse” Chen (Ellen Wong) w Harvardzie, ale serial anulowano po drugim sezonie.

### And Just Like That...
W styczniu 2021 roku potwierdzono kontynuację serialu, pod tytułem „And Just Like That...” jako 10 odcinków po 30 minut, bez udziału Kim Cattrall.
Dyrektor programowy HBO postanowił rozwiać wątpliwości i ujawnić, że Samantha po prostu przestanie być częścią paczki przyjaciółek z serialu.

## Powiązane z postacią

### Magda
Magda (Lynn Cohen) to gosposia w domu Mirandy. Starsza wiekiem mężatka, pochodząca z Ukrainy.

Magda. Nie potrzebuje drugiej matki. Mam jedną w Filadelfii a to wystarczająco blisko. Chce kogoś kto sprząta i nie wtrąca się w moje sprawy. Mam 34 lata, mieszkam w Nowym Jorku, jestem wolna, piję kawę, uprawiam seks, ciasto kupuje i lubię zabawki na baterie. Jeśli nie możesz tego zaakceptować, poszukam innej gosposi.

Sezon 3
Miranda zatrudniła Magdę. Była to kobieta bardzo konserwatywnie nastawiona do życia. Znalazła jej prezerwatywy i wibrator w nocnej szafce. Zamieniła je na figurkę Matki Boskiej. Miranda była zła i po jej reprymendzie, Magda zwróciła prezerwatywy.
Sezon 4
Magda otrzymała klucze do mieszkania Mirandy dopiero po 6 miesiącach pracy u niej. Gdy Miranda zaszła w ciążę ze Steve’em, Magda ucieszyła się z pierwszego zdjęcia ultrasonografu ich dziecka. Zwłaszcza, gdy Miranda potwierdziła jej, że to chłopiec. Magda przepowiedziała jej, że przyniesie jej szczęście.
Sezon 5
Gdy Brady Hobbes już się urodził, Magda cieszyła się za każdym razem na jego widok i chciała pomagać przy nim Mirandzie. Wpuszczała też do domu Steve’a. Była obecna na chrzcie Brady’ego. Magda zrobiła zdjęcia dziecku i przyczepiła je do drzwi lodówki, by potem pokazać je Carrie. Gdy Steve spanikował nad opieką nad dzieckiem, przyszedł z nim do Mirandy, która miała lecieć do Atlantic City. Magda zgodziła się zaopiekować dzieckiem. Osądzała wzrokiem Mirandę, gdy ta narzekała na trudy macierzyństwa.
Sezon 6
Gdy przyznała się do tego, że usiadła na Ti-Vo co spowodowało, że nie nagrał się program Mirandy – prawniczka wpadła w rozpacz. Dopiero Steve pomógł naprawić urządzenie. Magda była dl niej wybawieniem, ale też zastępczą matką, gdy prawniczka wróciła do pracy po urlopie macierzyńskim. Miranda zaczęła zauważać, że Brady płakał, gdy Magda szła do domu, dlatego przykleiła mu do łóżeczka swoje zdjęcie, by wiedział, jak wygląda. Gdy Debbie (Eleni Fuaixis), dziewczyna Steve’a, przyszła do Mirandy, Magda była jej zasłoną dymną. Skłamała, że prawniczka wyszła a ta ukryła się w swej sypialni pod łóżkiem. Po wyjściu gości, Miranda z trudem wyjaśniła gosposi, że pod łóżkiem musiałaby odkurzyć. Miranda przedstawiła jej swego kolejnego chłopaka, doktora Roberta Leeds. Podczas imprezy z okazji roku Brady’ego, Magda nakryła Mirandę i Steve’a w pralni tuż po tym jak się pocałowali i wyznali sobie miłość. Domyśliła się co zaszło i uśmiechnęła się. Gospodyni była obecna na ich ślubie w lokalnym parku. Para przeniosła się do Brooklynu. Gdy matka Steve’a zaczęła zdradzać oznaki Alzheimera, Miranda wykąpała teściową. Magda widziała to i wieczorem upewniła ją, że to była oznaka miłości i kocha swego męża. Zgodziła się nie mówić o tym Steve’owi. Pocałowała ją w czoło, zanim wyszła
Seks w wielkim mieście (film)
Magda nadal była obecna w życiu państwa Hobbes-Brady. Została zaproszona na nieudany (nie doszło do niego) ślub Carrie Bradshaw z „Panem Big”. Gdy w małżeństwie jej pracodawców doszło do kryzysu pożycia, Steve zdradził Mirandę. Ta nie mogła mu tego wybaczyć, dlatego poprosiła Magdę by pomogła jej znaleźć nowe mieszkanie w byłej dzielnicy ukraińskiej miasta Nowy Jork. Miranda i Steve w końcu się pogodzili.
Seks w wielkim mieście 2
Magda pozostała gosposią u Mirandy i Steve’a

### Skipper Johnston
Skipper Johnston (Ben Weber) to były chłopak Mirandy, młodszy od niej o około 10 lat.
Sezon 1
Miranda zaczęła się umawiać z młodszym informatykiem, przemiłym Skipperem Johnstonem, znajomym Carrie. Po tym jak Miranda i Skipper przespali się ze sobą, kobieta spotkała się Nickiem Waxlerem (Josh Pais). Był on fanem spotkań wyłącznie z modelkami. Była wściekła na niego i po raz drugi napotkała Skippera w sklepie. Zaprosiła go do siebie na noc. Miranda dalej randkowała ze Skipperem. Było im tak dobrze, że jej seksualność owładnęła Skipperem. Zerwali ze sobą, ale zaczęła być zazdrosna o Skippera, gdy zobaczyła go z Allison (Kate Jennings Grant). Jednakże zraniła go odrzuceniem jego oferty na stały związek. Miranda umawiała się z pisarzem i katolikiem, Thomasem Andersonem (John Benjamin Hickey). Po każdym stosunku brał prysznic ponieważ, myślał, że zmywa grzech związany z seksem. Dlatego też inaczej spojrzała na Skippera, którego spotkała na zabawie tanecznej zorganizowanej przez Stanforda.
Sezon 2
Miranda spotykała się ze skrajnie nieuprzejmym i gderliwym adwokatem, Kevinem (David Lansbury). Nawet po awansie, nie zmienił się, dlatego z nim zerwała. Dzięki niemu stała się optymistką i spotkała przez przypadek Skippera, którym się bardzo zainteresowała.

### Robert Leeds
dr Robert Leeds (Blair Underwood) to lekarz New York Knicks i były chłopak Mirandy.
Sezon 6
Miranda miała ospę od dziecka i zaczęła flirt z przystojnym ciemnoskórym lekarzem, Robertem Leeds (Blair Underwood), którzy wprowadził się właśnie do jej budynku. Rozwinęła swój związek z Robertem i okazała zazdrość, gdy cheerleaderka i on okazywali sobie zainteresowanie przed meczem. Mirandę nieco ucieszyły okoliczności w jakich poznali się Steve i Robert. Lekarz musiał opatrzeć ojca Brady’ego, gdyż ten uderzył nosem o framugę drzwi jej sypialni.  Gdy Miranda i Robert uprawiali seks. Miała problem z powiedzeniem Robertowi „kocham cię” po tym gdy ten wyznał jej to pierwszy. Oznajmiła te słowa Steve’owi i trzy tygodnie później znów byli razem. oboje musieli znaleźć sposób na unikanie Roberta. Dopiero Steve przekonał się, że nie będzie ich niepokoił, gdy zobaczył dwie inne kobiety w bieliźnie w jego mieszkaniu. Zerwanie z Robertem było też jednym z powodów przeprowadzenia się Mirandy i Steve’a na Brooklyn.

### Steve Brady
Steve Brady (David Eigenberg) to barman (ur. 1966) i chłopak Mirandy, potem były chłopak, ale też ojciec jej dziecka, w końcu mąż. Syn Mary Brady. Jego ojciec i dziadek, oboje o imieniu Paul, zmarli. Wychowywał się w Queens. Ma jeszcze dwoje braci i dwie szwagierki.
Sezon 2
Miranda, po nieudanej randce, jak się okazało, z żonatym, ale będącym w separacji Alanem (Bruce MacVittie), poznała barmana Steve’a Brady. Po cudownym seksie obiecał, że zadzwoni, w co ona nie uwierzyła. Dopiero, gdy Big przyszedł do nich do „mrzonki”, dała mu szansę. Miranda i Steve mieli całkowicie różne godziny pracy. Dlatego wściekała się, gdy Steve chciał porannego seksu, w czasie gdy ona szykowała się do kancelarii. Darowała sobie jego przemianę. Nad Mirandą i Steve’em zaciążyła różnica w ich poziomie życia oraz dochodów. Ona chciała mu kupić drogi garnitur, którego on nie przyjął. Barman zerwał z nią z powyższego powodu. Miranda czuła się winna, gdy uciekła przed Steve’em. Przeprosiła go i poszli razem na kolację. Następnie, wbrew planom Mirandy, przespali się ze sobą. Po wszystkim, zdecydowali się pozostać przyjaciółmi.
Sezon 3
Miranda zdecydowała się na laserową operację oczu. Lekarz kazał jej wybrać kogoś, by odprowadził ją do domu, ale ona oponowała. W końcu Steve, w zastępstwie Carrie, odebrał ją i położył do jej łóżka. Gdy się obudziła, zobaczyła go, śpiącego obok niej. Mirandę czekały osobiste przedterminowe wybory. Steve zaproponował, by spotykali się tylko ze sobą. Za radą Carrie, postanowiła zrobić listę zalet i wad barmana. Gdy wyznał jej miłość, szala przechyliła się na jego korzyść. Miranda była zaskoczona, że zastała Steve’a w swoim domu, ale ten przecież otrzymał od niej klucze. Wkrótce otrzymała od niego ofertę wprowadzenia się, ale nie przyjęła jej zbyt dobrze. Wreszcie z płaczem wyjawiła mu, że bardzo się rządzi, ale nie chce go tym zrazić i później stracić. Steve obiecał, że nigdzie nie odejdzie i wprowadził się do niej po tygodniu. Miranda usłyszała od Steve’a, że wylosowano go do rzutu z połowy boiska, podczas meczu drużyny New York Knicks. W razie trafienia do kosza, wygrałby milion dolarów. Prawniczka nie mogła uwierzyć w jego szanse. Gdy nawrzeszczał na nią, że zawsze jest sceptyczna, przyszła na jego trening. Nie wygrał, ale bardzo się ucieszył. Ginekolog Mirandy wyznał jej, że ma chlamydię, grożącą bezpłodnością. Musiała zadzwonić do poprzednich kochanków, nawet do gderliwego adwokata, z którym kiedyś chodziła. Dowiedziała się, że Steve miał więcej partnerek od niej i kazała mu zrobić test, który dał negatywny wynik. Miranda zaczęła się cieszyć z intymności jaką wywoływało mieszkanie ze Steve’em. Polubiła nawet pranie jego bielizny. Wkrótce też Steve rozbił jej poczucie zagrożenia „rutyną”. Miranda dostawała szału na myśl o tym, że Steve chce mieć dziecko. Próbował przekonać ją do tego przez opiekę nad zakupionym szczeniakiem. Prawniczka wkrótce odkryła, że sama ma już jedno dziecko pod dachem, Steve’a. W końcu wiedziała, że zbyt mało ich łączy i zerwała z nim. Miranda musiała się uporać z wyprowadzką Steve’a. Najpierw z sypialni, następnie z jej domu, a później z życia, ponieważ znalazł on sobie nową dziewczynę.  Miranda wpadła w szał, gdy pewna Chinka (Vivian Bang) zaśmiała się przez telefon, gdy złożyła zamówienie w restauracji. Myślała, że śmieje się z jej życia, ale, gdy ją spotkała, wiedziała, że tylko uwielbia się śmiać. Miranda spotkała Steve’a w ich ulubionej chińskiej restauracji i doszła do wniosku, że nie może się przejmować tym co o niej inni sądzą.
Sezon 4
Miranda została zaproszona przez Steve’a na otwarcie jego baru „Skaut”. Wkrótce też zauważyła, że ma w mieszkaniu ducha, ale w apartamencie powyżej nikt nie przebywał. Dopiero, gdy Steve podziękował jej za pomysł własnego baru, Miranda pozbyła się wewnętrznego ducha. Steve i Aidan udali się na podwójną randkę z Carrie i Mirandą, by ta ostatnia towarzyszyła jej w badaniu, czy Aidan jest zainteresowany Carrie. Steve pojawił się z Aidanem w Filadelfii na pogrzebie matki Mirandy co ta doceniła uśmiechem do niego. Miranda usłyszała od Aidana, że Steve ma raka jądra. Była wściekła na niego, gdy nie był zorientowany na jakim etapie jest jego choroba i nie był badany ultrasonografem. Po udanej operacji Miranda zaopiekowała się byłym ukochanym. Miranda, po udanej operacji Steve’a, zaczęła się o niego martwić. Barman wpadł na pomysł wszczepienia sobie w mosznę jądra ze sztucznego tworzywa, w miejsce usuniętego. Umówił się już nawet z lekarzem (Allan Wasserman). Gdy prawniczka usłyszała, że nie zakończono testów, namówiła go, by wycofał się z pomysłu. W końcu nie mogła wytrzymać jego narzekań i przespała się z nim bez prezerwatywy, by go podnieść na duchu. Zaszła w ciążę. Chciała usunąć, ale ostatecznie tego nie zrobiła. Tymczasem Carrie upewniła się, że Aidan nie powiedział o nowinie Steve’owi, bo tak chciała Miranda. Miranda powiedziała Steve’owi, że będzie ojcem i urodzi dziecko. Wieczorem Steve zaprezentował jej pierścionek, który za pierwszym razem miała dostać Carrie, ale został brutalnie odrzucony. Doszli do porozumienia, że wychowają dziecko, ale osobno. Miranda miała problem z trzymaniem gazów jelitowych. Zmieniła też swoją garderobę, ponieważ ciąża spowodowała przyrost jej masy. Była też bardzo chętna na seks i przespała się ze Steve’em. Miranda razem ze Steve’em składali łóżeczko do dziecka i rozmawiali na temat imienia dla syna. Miranda chciała „Danny’ego”, a Steve optował za „Paulem”, tak jak jego ojciec i dziadek. Miranda urodziła ślicznego chłopczyka i dała mu ostatecznie na imię Brady, od nazwiska ojca.
Sezon 5
Miranda musiała się uporać z nowym życiem: matki. Skupiała się na dziecku i nie mogła prowadzić rozmów tak jak kiedyś. Pomimo to, Steve był na każde zawołanie, gdy sobie nie radziła. Miranda usłyszała od Steve’a, że chce ochrzczenia syna. Uszczęśliwiłoby to jego matkę, której wnuk od drugiego syna zmarł po 2 tygodniach. Miranda początkowo była przeciwna, ale ustąpiła i poznała Mary Brady. Poszła też na układ z księdzem (Joseph O’Brien), żeby nie wymieniał podczas uroczystości pewnych pojęć m.in. grzech czy szatan. Wybrała też Carrie na matkę chrzestną dla synka. Carrie postanowiła zebrać wszystkie dziewczyny na 36. urodziny Charlotte. Gdy Steve przyszedł do Mirandy z obawami, że skrzywdzi synka, przekonała Magdę, by się nim zajęła. Carrie musiała się zmierzyć z recenzją swej książki oraz przeszłością z Aidanem, gdy spotkała na swej drodze eks-dziewczynę stolarza. Tą, z którą chodził zaraz po Carrie, Niną Katz (Nadia Dajani). Ujrzała ją drugi raz wraz z Samanthą i widziała jej nazwisko w telewizji. Od Steve’a, usłyszała, że Aidan był załamany po rozstaniu z pisarką. Miranda spotkała w swym mieszkaniu Steve’a, który przyniósł jej kwiat bzu z ogrodu matki. Poszła do łóżka ze swoim eks. Dlatego, pomimo początkowo innej decyzji, zdecydowała się pojechać na ślub Bitsy i Bobby’ego, by od niego odpocząć. Miranda, w trakcie wesela, zatęskniła za Steve’em.
Sezon 6
Miranda uświadomiła sobie, że kocha Steve’a. Zamierzała mu o tym powiedzieć wieczorem, ale on wyznał jej, że spotyka się z kimś i nie jest już w niej zakochany. Miranda zamieniła „Stevo” na „TiVo”, czyli nagrywarkę filmów na DVD. Dzięki temu zakochała się w serialu „Jules i Mimi” o romansie białej kobiety z czarnoskórym mężczyzną. Magda zepsuła urządzenie przez przypadek i dopiero Steve go naprawił, co ją ucieszyło. Miranda dowiedziała się, że dziewczyna Steve’a ma na imię Debbie. Podczas spotkania z dziewczynami, odkryła taśmę prezerwatyw od Steve’a. Pokłóciła się potem z ojcem jej dziecka, ale upadek Brady’ego z kanapy przerwał walkę rodziców na słowa. Miranda wciąż udawała, że nie kocha Steve’a. Mimo że on ją nieświadomie kusił, musiała trzymać się od niego z daleka. Nie mogła też upiec babeczek dla dziewczyny Steve’a. Miranda nie mogła się przełamać do tego, by poznać nową dziewczynę Steve’a, Debbie (Eleni Fuaixis). Schowała się pod łóżko w swej sypialni byle tylko jej nie poznać. Mirandę nieco ucieszyły okoliczności w jakich poznali się Steve i Robert. Ten ostatni musiał opatrzyć nos ojca Brady'eg, nadłamany uderzeniem o futrynę, gdyż wszedł do sypialni jak ona i Robert uprawiali seks. Nie spodziewała się uderzenia w postaci poznania dziewczyny Steve’a. Miranda miała problem z powiedzeniem Robertowi „kocham cię” po tym gdy ten wyznał jej to pierwszy. Oznajmiła te słowa Steve’owi i trzy tygodnie później znów byli razem. Steve wprowadził się do Mirandy i oboje musieli znaleźć sposób na unikanie Roberta. Dopiero Steve przekonał się, że nie będzie ich niepokoił, gdy nakrył go z dwiema innymi kobietami w bieliźnie w jego mieszkaniu. Miranda oświadczyła się Steve’owi na co on się zgodził. Pobrali się, w trakcie skromnej uroczystości, w miejskim parku. Wszyscy goście zostali zaproszeni do lokalnej restauracji, gdzie Miranda odkryła urok posiadania teściowej. Miranda i Steve udali się w podróż poślubną. Jej przeszkadzało to, że mąż chce uprawiać bez przerwy seks i wciągnęła się gdy „urlop” miał się skończyć. Miranda przeprowadziła się na Brooklyn, gdzie wraz ze Steve’em znalazła duży dom. Barman zobowiązał się go wyremontować. Miranda przyzwyczaiła się do życia na Brooklynie, zwłaszcza po przeprowadzonych naprawach Steve’a i po tym jak podłączył jej Internet. Steve i Miranda zostali zaproszeni na kolację u Aleksandra Petrovsky, gdzie gospodarz powiedział im, że Carrie przeprowadzi się z nim do Paryża. Pisarka sprostowała, że otrzymała tylko taką propozycję. Wieczorem uznali, że Aleksandr jest dziwakiem. Miranda zaopiekowała się swoją teściową, która zaczęła zdradzać oznaki Alzheimera. Magda była z niej bardzo dumna i pocałowała ją w czoło. Steve był podłamany stanem zdrowia swojej matki, ale Miranda nie chciała go obarczać dodatkowym stresem i nie mówić pewnych rzeczy.
Seks w wielkim mieście (film)
41-letnia Miranda poszukiwała równowagi między domem, pracą a życiem towarzyskim. Jej małżeństwo nie układało się najlepiej, życie erotyczne również. Zwierzyła się w końcu dziewczynom, że od pół roku nie sypiała ze Steve’em. Rozmowa jednak nie dała jej wsparcia, ponieważ reszta z nich kochała się częściej niż ona. Steve wyznał w końcu żonie, że ją zdradził. Wyprowadziła się z mieszkania, w którym mieszkała ze Steve’em. Mimo to, dawała sygnały, że tęskni za mężem, ale gdy dziewczyny mówiły jej by wybaczyła, zasłaniała się postępowaniem Biga. Sylwester spędziła z Carrie, a w walentynki przyznała się do tego co powiedziała Bigowi. Carrie odparła, że jej koleżanka zrobiła błąd odrzucając Steve’a oraz że wybaczy jej, gdy sama wybaczy małżonkowi. Miranda i Steve udali się do terapeutki (Joanna Gleason). Ta powiedziała im, by spisali plusy oraz minusy wspólnego życia, oraz – jeśli wciąż chcą być razem – mają udać się na most Brooklyński i spotkać w połowie drogi. Mimo iż Miranda miała świadomość, że lista męża może zawierać więcej argumentów „przeciw”, udała się na wskazane miejsce. Okazało się, że Steve również przyszedł. Małżeństwo razem wróciło do domu i pogodziło się upojnym seksem, w mieszkaniu na Brooklynie.
Seks w wielkim mieście 2
Mirandę dopadł pracoholizm, z powodu nacisków ze strony szefa. Jej małżonek, Steve, nakłaniał ją, by rzuciła pracę w kancelarii prawniczej. W końcu zastosowała się do jego rady. Zawsze mogła znaleźć lepszy etat, skoro była prawniczką.
And Just Like That...
Serwis Page Six ujawnił, że David Eigenberg obecnie negocjuje udział w serialu. Aktor wystąpi w produkcji.

### Mary Brady
Mary Brady (Anne Meara) to matka Steve’a i wdowa po Paulu Brady. Gdy brała ślub z ojcem Steve’a, nosiła pod sercem przyszłego męża Mirandy.
Sezon 5
Mary Brady pojawiła się po raz pierwszy gdy Miranda uległa Steve’owi i zgodziła się na chrzest. Pokazała Mirandzie, że nosi zdjęcie wnuka w portfelu. Była skonsternowana, gdy Miranda zaczęła wykreślać księdzu (Joseph O’Brien) wspominanie o Bogu, diable czy zaliczani dziecka do katolików. Chrzest się odbył a Carrie została matką chrzestną Brady’ego.
Sezon 6
Na urodzinach wnuka, pojawiła się w domu Mirandy, gdzie zapłaciła za klauna i przyniosła sobie parę piw. Przywitała Debbie (Eleni Fuaixis), dziewczynę Steve’a. Miranda oświadczyła się Steve’owi a ten się zgodził. Mary była obecna na ich cywilnym ślubie w lokalnym parku, gdzie udali się do baru na skromne wesele. Doceniła synową, że nie wybrała białej sukni i pozostała sobą. Miranda zaopiekowała się swoją teściową, która zaczęła zdradzać oznaki Alzheimera: zaniedbała mieszkanie, zaczęła mylić wnuka z synem czy wyszła z domu na Brooklynie, gdzie Miranda z rodziną się przeprowadzili, bez kurtki. Miranda wykąpała teściową. Magda była z niej bardzo dumna i pocałowała ją w czoło.